# Nierembergia graveolens
Nierembergia graveolens ist eine Pflanzenart aus der Gattung der Weißbecher (Nierembergia) in der Familie der Nachtschattengewächse (Solanaceae).

## Beschreibung
Nierembergia graveolens ist eine aufrecht wachsende Pflanze, die Wuchshöhen von etwa 37 cm erreicht. Die Basis ist stark verholzt. Die Laubblätter werden etwa 15 mm lang und 2 bis 4 (selten bis 5) mm breit. Sie sind dicht drüsig behaart, umgekehrt eiförmig und sind nach vorn sehr spitz.
Die Blüten stehen an 0 bis 1 mm langen Blütenstielen. Der Kelch ist 10,5 bis 14 mm lang und mit spitzen, 4 mm langen und 3 mm breiten Zipfeln besetzt. Die Krone besitzt einen etwa 20 mm breiten Kronsaum und eine etwa 23 mm lange Kronröhre. Die Staubblätter sind in drei kurze und 2 lange geteilt. Die Pollenkörner sind einfach. Der Griffel ist gebogen und an der Spitze verbreitert. Die Narbe ist breit, aber nicht halbmondförmig.
Die Chromosomenzahl beträgt 2n = 16.

## Vorkommen
Die Art wächst an offenen Standorten auf tonhaltigem Boden. Sie kommt im Nordosten Argentiniens in den Provinzen Corrientes und Entre Ríos, sowie in Brasilien und Uruguay vor.

## Systematik und botanische Geschichte
Die Art wurde 1825 von Auguste François César Prouvençal de Saint-Hilaire erstbeschrieben.